# Agrotis maculaclarus
Agrotis maculaclarus är en fjärilsart som beskrevs av Plante 1979. Agrotis maculaclarus ingår i släktet Agrotis och familjen nattflyn. Inga underarter finns listade i Catalogue of Life.